# Schedophilus haedrichi
Espèce
Statut de conservation UICN

 LC  : Préoccupation mineure
Schedophilus haedrichi est une espèce de poissons marins de la famille des Centrolophidae (ordre des Scombriformes).

## Répartition
Ce poisson se rencontre sur les côtes pacifiques au Chili, en Équateur, au Mexique et au Pérou. Les juvéniles ont tendance à rester en surface, mais les adultes peuvent descendre à une profondeur de 200 m.[réf. nécessaire]

## Description
Schedophilus haedrichi peut mesurer jusqu'à 75 cm de longueur totale, mais sa taille habituelle est d'environ 30 cm.

## Alimentation
Il se nourrit de zooplancton et de petits poissons[réf. nécessaire].

## Classification
Le nom valide complet (avec auteur) de ce taxon est Schedophilus haedrichi Chirichigno F., 1973,.

### Étymologie
Son épithète spécifique, haedrichi, lui a été donnée en l'honneur de l'océanographe Richard Lee Haedrich (1938-2017), spécialiste des Centrolophidae, qui a transmis deux spécimens à l'auteure pour identification.

### Publication originale
- (es) Norma Chirichigno F., « Nuevas especies de peces de los generos Mustelus (Fam. Triakidae), Raja (Fam. Rajidae) y Schedophilus (Fam. Centrolophidae) », Informes, Especiales, Instituto del Mar del Perú, Callao (Pérou), no 42,‎ juin 1973, p. 1-40 (lire en ligne, consulté le 27 mai 2024).